# Cerritos, Cardonal
Cerritos är en ort i Mexiko.   Den ligger i kommunen Cardonal och delstaten Hidalgo, i den sydöstra delen av landet, 130 km norr om huvudstaden Mexico City. Cerritos ligger 2 249 meter över havet och antalet invånare är 261.
Terrängen runt Cerritos är huvudsakligen kuperad, men västerut är den bergig. Runt Cerritos är det ganska tätbefolkat, med 60 invånare per kvadratkilometer. Närmaste större samhälle är Ixmiquilpan, 19,9 km söder om Cerritos. Trakten runt Cerritos består i huvudsak av gräsmarker.